# Lamachus virgultorum
Lamachus virgultorum är en stekelart som först beskrevs av Johann Ludwig Christian Gravenhorst 1829.  Lamachus virgultorum ingår i släktet Lamachus och familjen brokparasitsteklar. Arten är reproducerande i Sverige. Inga underarter finns listade i Catalogue of Life.